# Marcos António Portugal
Marcos António da Fonseca Portugal (také jako Marcos Portugal či Marco Portogallo – 24. března 1762 Lisabon – 17. února 1830 Rio de Janeiro), byl portugalský hudební skladatel, známý především svými operami.

## Život
Marcos Portugal se narodil v Lisabonu. Jeho rodiče byli Manuel António da Ascensão a Joaquina Teresa Rosa. Studoval hudbu na Patriarchálním semináři u významného portugalského skladatele João de Sousa Carvalha. Jako čtrnáctiletý student napsal svou první skladbu: Miserere. Ve dvaceti letech se stal varhaníkem a skladatelem lisabonského patriarchátu. Od roku 1784 působil jako dirigent v divadle Teatro do Salitre.
V letech 1792 až 1800 žil v Itálii. Pravděpodobně ho podporoval Princ regent D. João, pozdější král Jan VI. Portugalský. Jako operní skladatel debutoval na jaře roku 1793 ve Florencii operou I due gobbi (hranou také pod názvem Confusioni della Somiglianza). V krátké době zkomponoval dalších 20 oper pro různá italská divadla. Mezi nimi byla i jeho vlastní verze Figarovy svatby na libreto Gaetana Rossiho, která pod názvem La pazza giornata, ovvero Il matrimonio di Figaro měla premiéru v Benátkách v roce 1799
Do Portugalska se Marcos Portugal vrátil v roce 1800. Stal se maestrem v Národním divadle São Carlos v Lisabonu (Teatro Nacional de São Carlos) a byl jmenován hudebním ředitelem Patriarchálního semináře v Lisabonu. Pokračoval v psaní oper a zkomponoval i velké množství sakrálních skladeb. V roce 1811 jej Princ regent povolal do portugalské kolonie Brazílie.
V Brazilii se stal hudebním pedagogem regentových dětí a stal se oficiálním královským skladatelem.
V Rio de Janeiro měly premiéru již pouze dvě Portugalovy opery: A saloia namorada (1812) a Augurio di felicità ossia Il trionfo d'amore (1817). Věnoval se hlavně chrámové hudbě. Poslední dochovaný rukopis je datován rokem 1824. V Brazilii zůstal i návratu portugalského dvora do Lisabonu v roce 1821. Sloužil jako učitel hudby dětí prvního brazilského císaře Petra I.
Zemřel jako brazilský občan v Riu de Janeiro v roce 1830

## Dílo
Kromě mnoha oper a sakrálních skladeb byl autorem první oficiální státní hymny Portugalska (Hymno Patriótico, 1809) a Brazilie (Hino da Independência do Brasil, 1822).
Opery

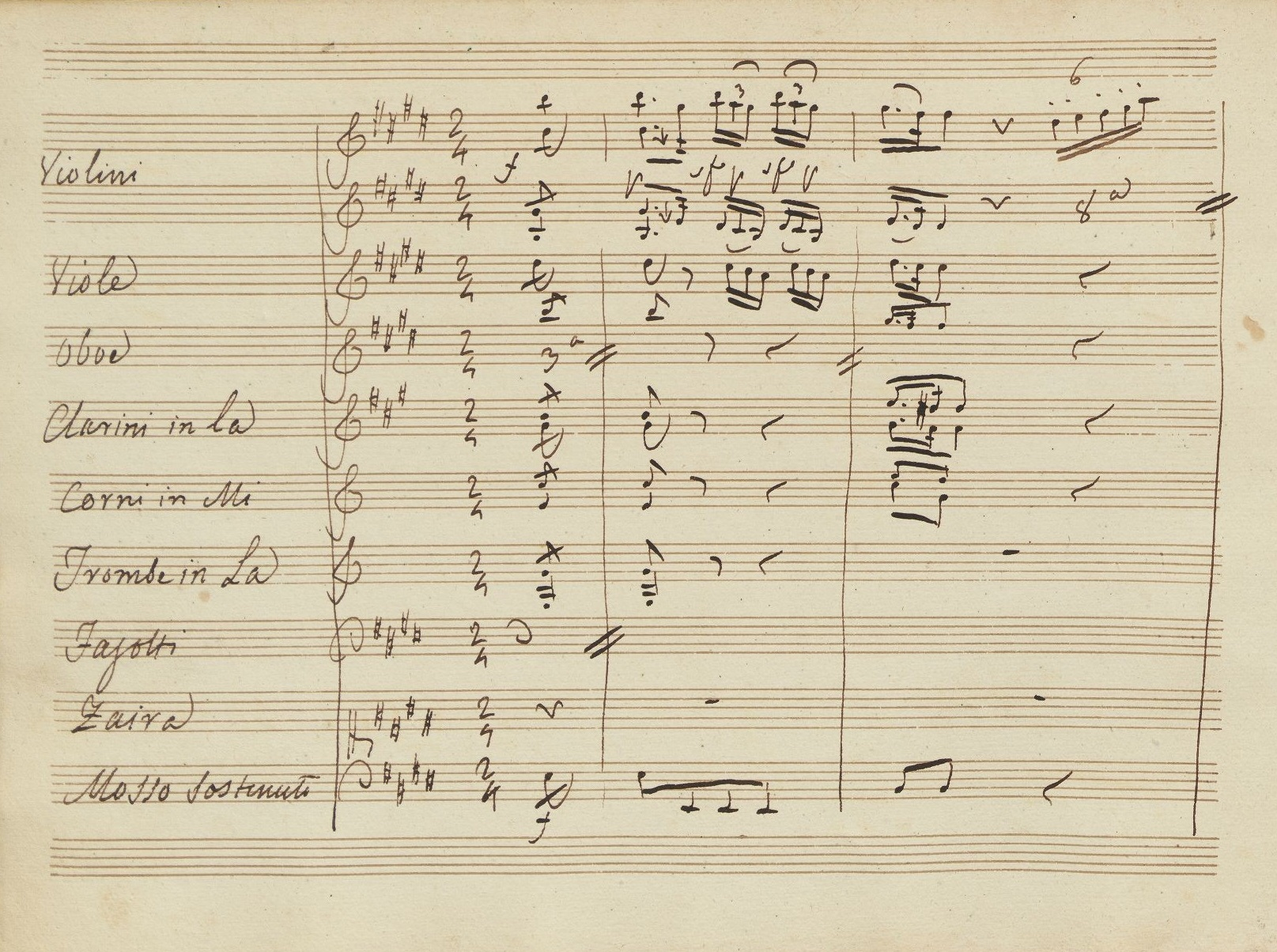
Ukázka z rukopisu partitury opery Zaira.

- Os bons amigos (farsa o intermezzo, 1786, Lisabon)
- A casa de café (farsa o intermezzo, 1787, Lisabon)
- A castanheira ou a Brites Papagaia (intermezzo, 1788, Lisabon)
- L'eroe cinese (1788, Turín)
- La Bacchetta portentosa (1788, Janov)
- L'Astuta (1789, Florencie)
- O amor conjugal (dramma serio, 1789. Lisabon)
- O amor artifice (farsa o intermezzo, podle Goldoniho hry L'amore artigiano, 1790, Lisabon)
- A noiva fingida (dramma giocoso, libreto Giuseppe Maria Diodati, 1790, Lisabon)
- Il molinaro (1790, Benátky)
- La donna di genio volubile (1791, Parma)
- La vedova raggiratrice (1791, Řím)
- Lo spazzacamino principe|Il Principe Spazzacamino (1791, Benátky)
- O amante militar (intermezzo, podle Goldoniho, 1791, Lisabon)
- O lunático iludido (O mondo da lua) (dramma, podle Goldoniho Il mondo della luna, 1791, Lisabon)
- La confusione della somiglianza o siano I due gobbi (dramma giocoso, libreto Cosimo Mazzini, 1793, Florencie)
- Il poeta in campagna (dramma giocoso, libreto Saverio Zini, 1793, Parma)
- Il Cinna (dramma serio, libreto Angelo Anelli, 1793, Florencie)
- Rinaldo d'Este (commedia per musica, libreto Giuseppe Maria Foppa, 1794, Benátky)
- Lo spazzacamino principe (commedia per musica, libreto Giuseppe Maria Foppa, 1794, Benátky)
- Demofoonte (dramma per musica, libreto Pietro Metastasio, 1794, Teatro alla Scala, Milán)
- La vedova raggiratrice o siano I due sciocchi delusi (dramma giocoso, 1794, Florencie)
- Lo stratagemma ossiano I due sordi (intermezzo, libreto Giuseppe Maria Foppa, 1795, Florencie)
- L'avventuriere (farsa, libreto Caterino Mazzolà, 1795, Florencie)
- L'inganno poco dura (commedia, libreto Saverio Zini, 1796, Napoli)
- Zulima (dramma per musica, libreto Francesco Gonella di Ferrari, 1796, Florencie)
- La donna di genio volubile (dramma giocoso, libreto Giovanni Bertati, 1796, Benátky)
- Il ritorno di Serse (dramma serio, libreto Francesco Gonella di Ferrari, 1797, Florencie)
- Le donne cambiate (farsa, libreto Giuseppe Maria Foppa, 1797, Benátky)
- Fernando nel Messico (dramma per musica, libreto Filippo Tarducci, 1798, Benátky)
- La maschera fortunata (farsa, libreto Giuseppe Maria Foppa, 1798, Benátky)
- L'equivoco in equivoco (farsa, libreto Giuseppe Maria Foppa, 1798, Verona)
- Gli Orazi e Curiazi (tragedia per musica, libreto Simeone Antonio Sografi, 1798, Ferrara)
- La madre virtuosa (operetta di sentimento, libreto Giuseppe Maria Foppa, 1798, Benátky)
- Alceste (tragedia per musica, libreto Simeone Antonio Sografi, 1798, Benátky, Teatro La Fenice)
- Non irritar le donne ossia Il chiamantesi filosofo (farsa, libreto Giuseppe Maria Foppa, 1798, Benátky)
- La pazza giornata ovvero Il matrimonio di Figaro (dramma comico per musica, libreto Gaetano Rossi, 1799, Benátky)
- Idante ovvero I sacrifici d'Eccate (dramma per musica, libreto Giovanni Schmidt, 1800, Teatro alla Scala, Milán)
- Adrasto re d'Egitto (dramma per musica, libreto Giovanni de Gamerra, 1800, Lisabon)
- La morte di Semiramide (dramma serio, libreto Giuseppe Caravita, 1801, Lisabon)
- La Zaira (tragedia per musica, libreto Mattia Botturini, 1802, Lisabon)
- Il trionfo di Clelia (dramma serio, libreto Simeone Antonio Sografi, 1802, Lisabon)
- La Sofonisba (dramma serio, libreto Del Mare, 1803, Lisabon)
- La Merope (dramma serio, libreto Mattia Botturini, 1804, Lisabon)
- L'oro non compra amore (dramma giocoso, libreto Giuseppe Caravita, 1804, Lisabon)
- Il duca di Foix (dramma per musica, libreto Giuseppe Caravita, 1805, Lisabon)
- Ginevra di Scozia (dramma eroico per musica, libreto Gaetano Rossi, 1805, Lisabon)
- La morte di Mitridate (tragedia per musica, libreto Simeone Antonio Sografi, 1806, Lisabon)
- Artaserse (dramma serio, libreto Pietro Metastasio, 1806, Lisabon)
- Omar re di Temagene (1810, Modena)
- A saloia namorada (farsa, libreto Domingos Caldas Barbosa, 1812, Rio de Janeiro)
- Adriano in Siria (dramma serio per musica, 1815, Milán)
- Augurio di felicità ossia Il trionfo d'amore (serenata, libreto Marcos António Portugal, su Pietro Metastasio, 1817, Rio de Janeiro)